# 서대문구의회
서대문구의회는 서울특별시 서대문구 지역을 관할하는 기초의회이다.